# Norrlandsgatan

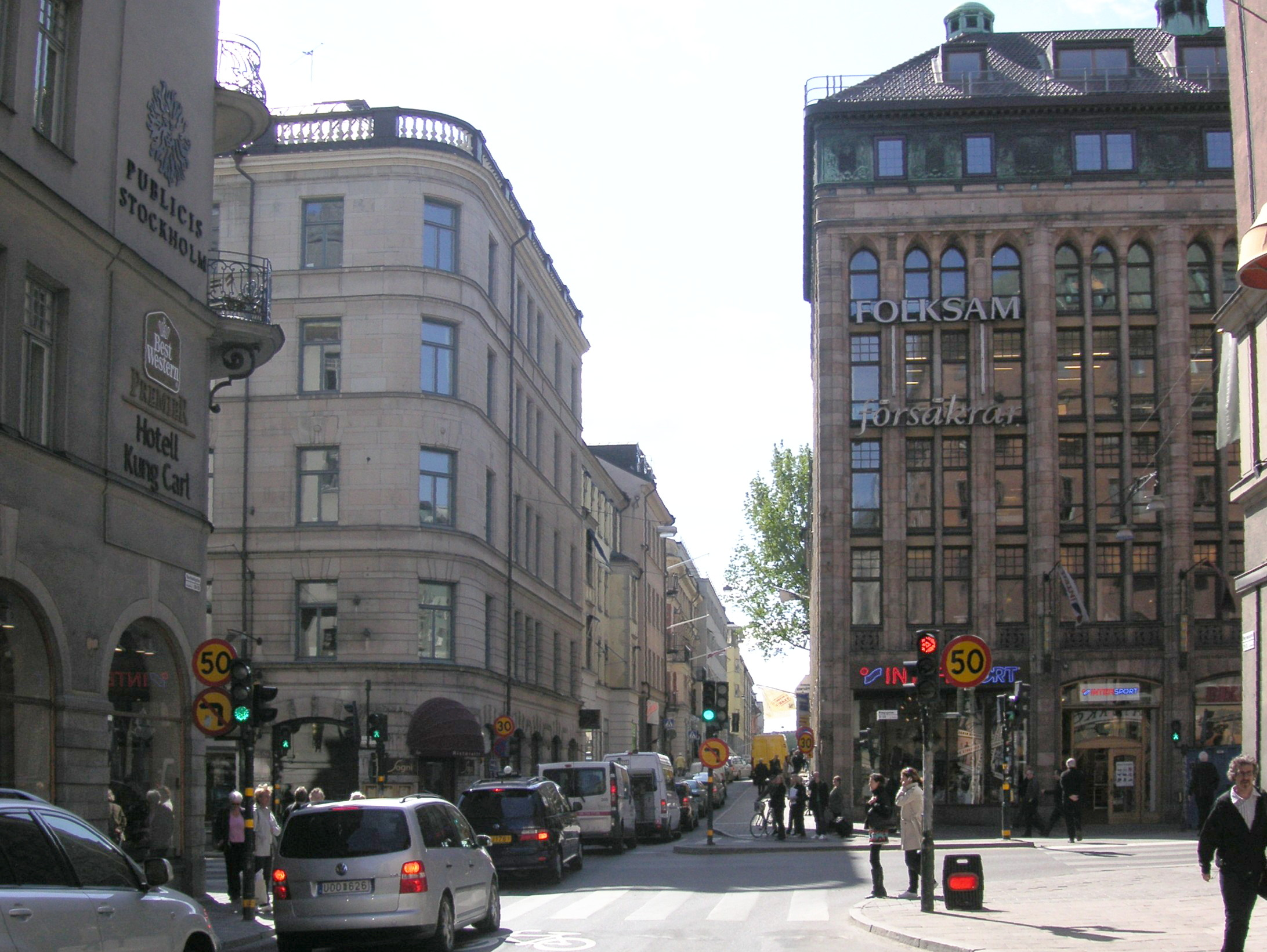
Norrlandsgatan söderut vid Kungsgatan, t.h. byggnaden för Myrstedt & Stern.

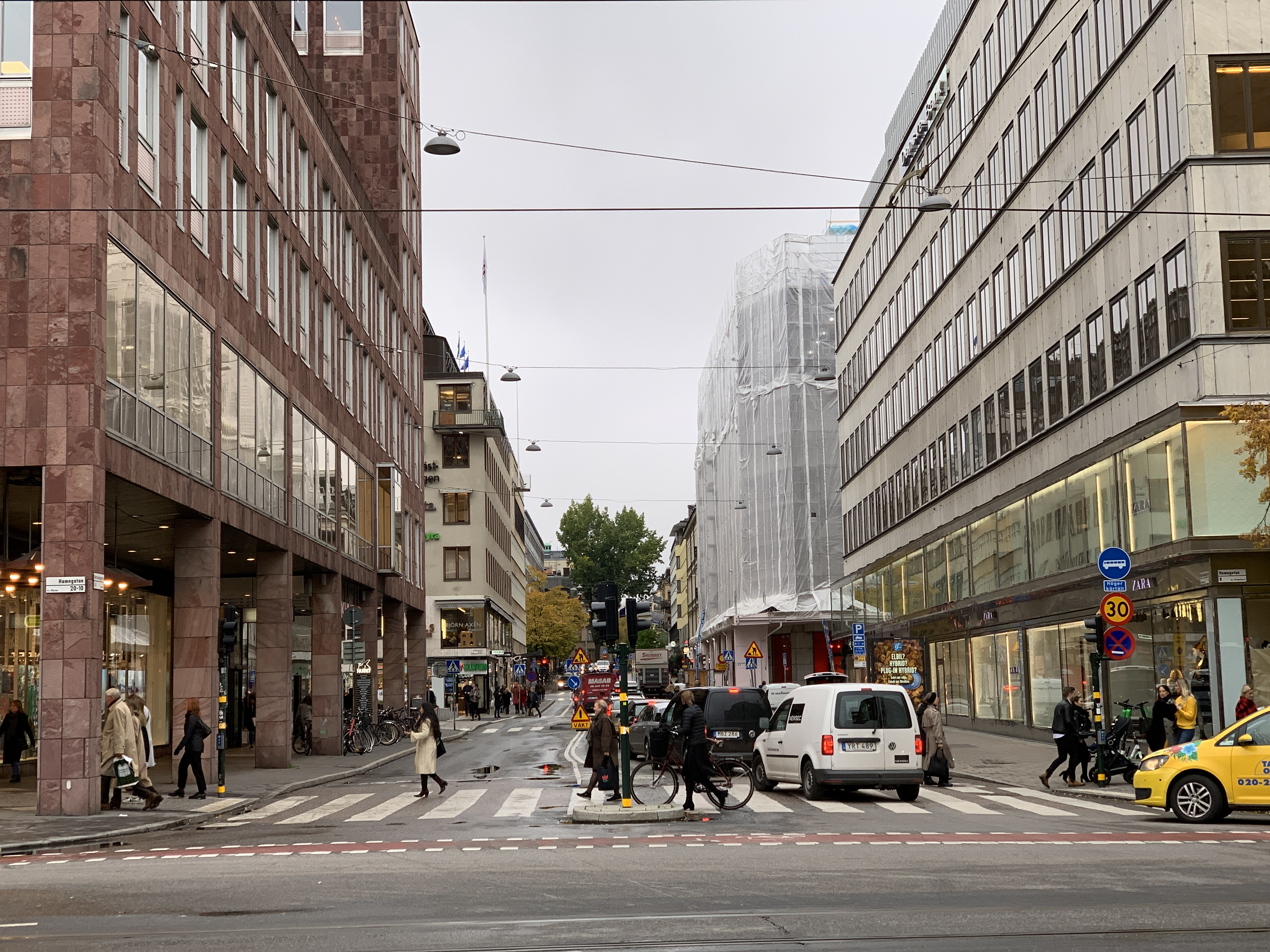
Norrlandsgatan norrut med PK-huset t.v.

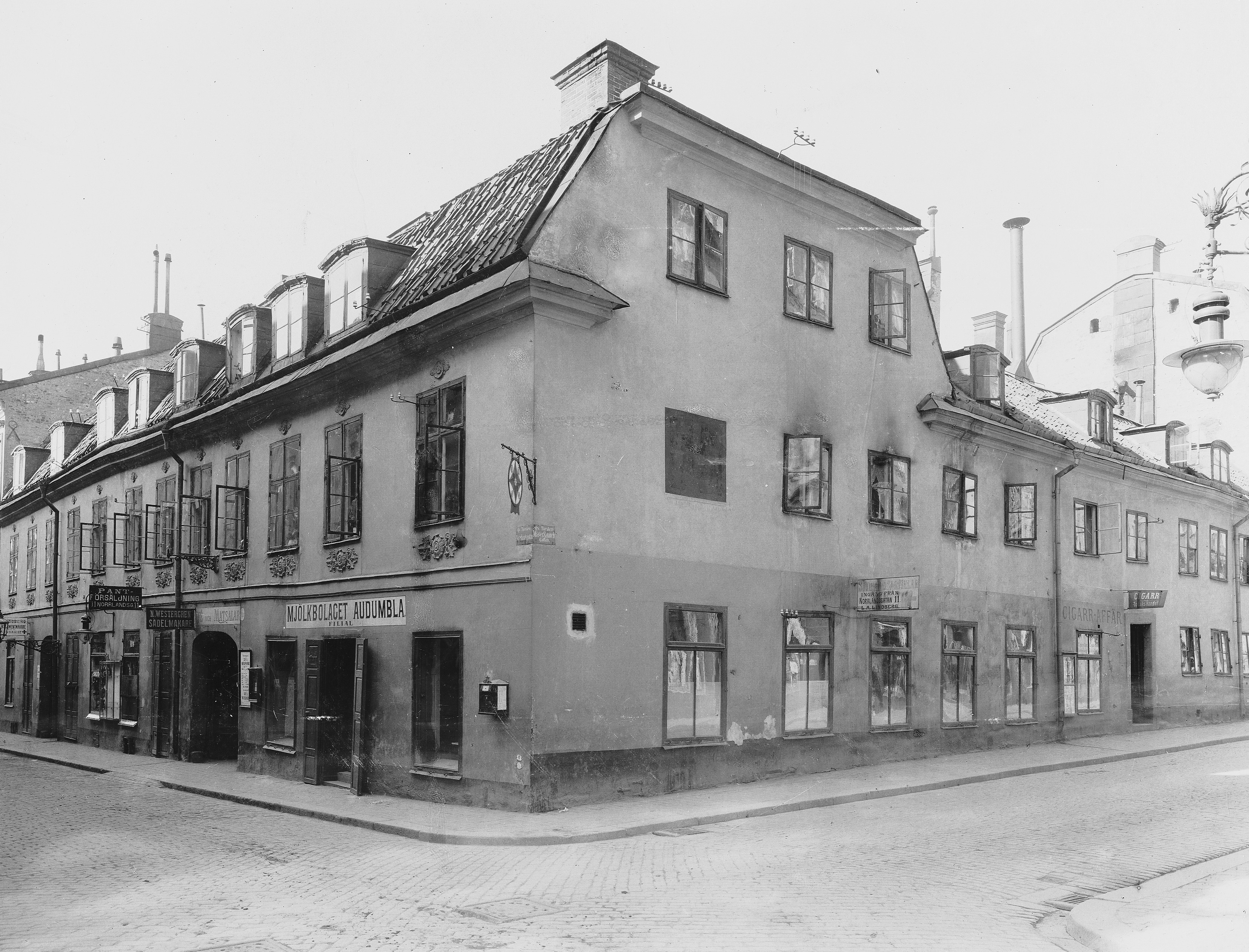
Alfred Nobels födelsehus, 1908.

Norrlandsgatan är en gata i stadsdelen Norrmalm i centrala Stockholm. Gatan sträcker sig från Hamngatan till Birger Jarlsgatan.

## Historik
Anledningen till namnet är okänt och beteckningen Norlandz gathun fanns redan 1648. Bebyggelsen längs Norrlandsgatan varierar starkt beträffande byggår. I norra delen överväger byggnader från 1800-talet medan gatans södra del förändrades starkt i samband med omdaningen av Stockholms city (Norrmalmsregleringen) på 1960- och 1970-talen. 

### Byggnader och verksamheter
- I korsningen med Kungsgatan dominerar byggnaden för Myrstedt & Stern.
- Vid Norrlandsgatan 2-6  finns baksidan av Citypalatset, byggd 1932 efter Ivar Tengboms ritningar.
- Vid Norrlandsgatan 1-5, hörnet Hamngatan, reser sig sedan 1974 PK-husets, ett kontors- och shoppingkomplex ritat av Backström & Reinius.
- I huset på Norrlandsgatan 11 A+B föddes Alfred Nobel den 21 oktober 1833[1]. Huset som Nobel föddes i är dock rivet i samband med Norrmalmsregleringen på 1960-talet.
- Vid Norrlandsgatan 17 grundades 1863 Danska ångbageriet (sedermera känt under namnet Schumachers bageri).
- Vid Norrlandsgatan 11 låg Restaurang Fontainebleau fram till sprängningen den 31 december 1982.